# Regina Bruins

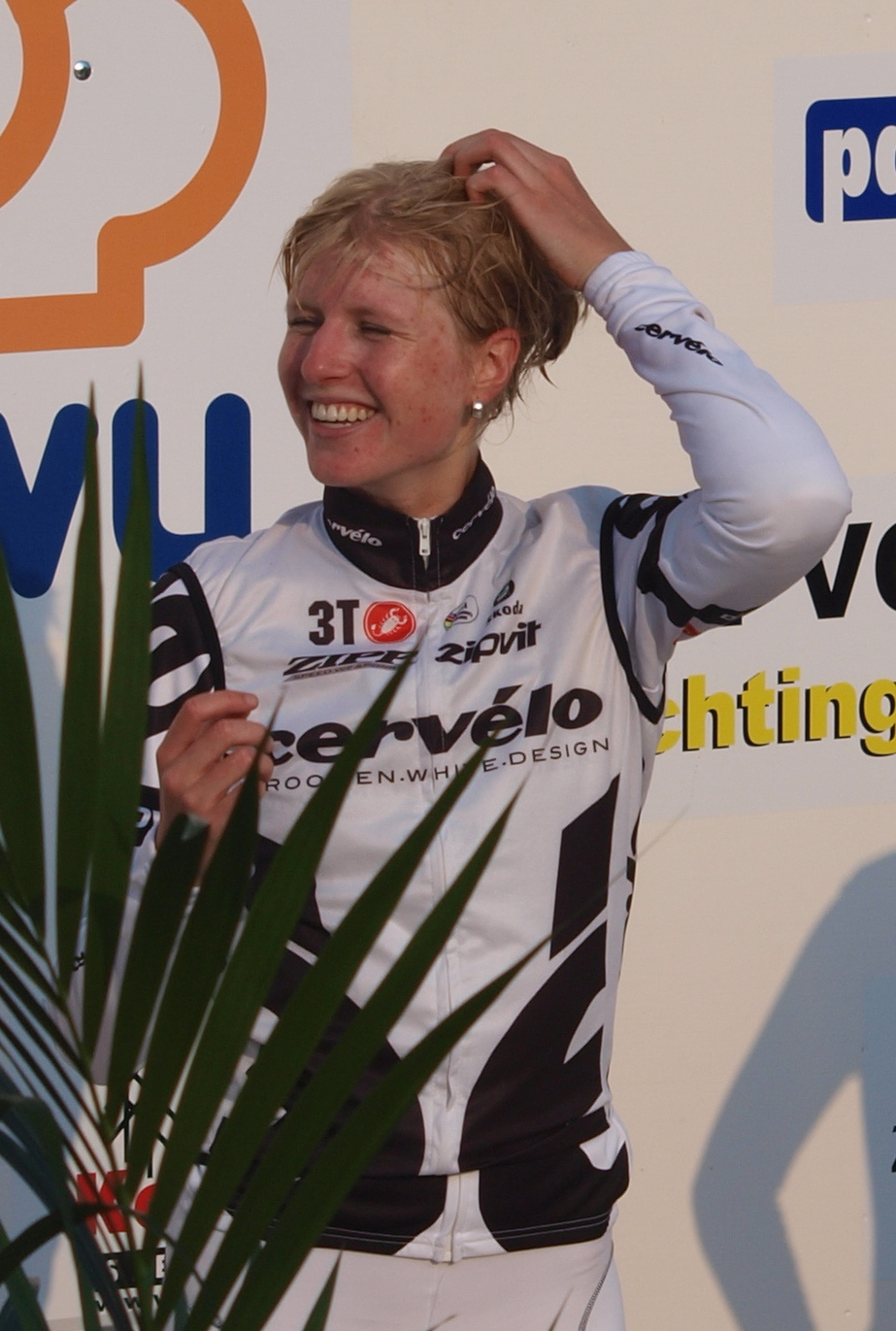
Bruins sau khi giành giải vô địch thử nghiệm thời gian Hà Lan năm 2009

Regina Bruins (sinh ngày 7 tháng 10 năm 1986 tại Leiderdorp) là một tay đua xe đạp chuyên nghiệp người Hà Lan. Cô đã tuyên bố gián đoạn từ việc đạp xe sau khi chẩn đoán mắc bệnh tắc mạch phổi vào năm 2012, nhưng cuối năm 2013 tuyên bố cô sẽ trở lại với đội Swaboladies.nl hạng hai vào năm 2014.

## Sự nghiệp chiến thắng
2007
Dolmans Heuvelland Classic, Sibbe (NED)
2009 – Cervélo TestTeam 2009 season
- Stage 3, Tour du Grand Montréal
2009 Open de Suede Vargarda TTT
2010
2010 Open de Suede Vargarda TTT
2011 – Skil Koga 2011 season
2012 – Team Skil-Argos 2012 season